# Heteragrion flavovittatum
Heteragrion flavovittatum är en trollsländeart som beskrevs av Selys 1862. Heteragrion flavovittatum ingår i släktet Heteragrion och familjen Megapodagrionidae. IUCN kategoriserar arten globalt som sårbar. Inga underarter finns listade i Catalogue of Life.